# Station Kraków Nowa Huta
Station Kraków Nowa Huta is een spoorwegstation in de Poolse plaats Krakau.